# Попрыгунья (фильм)
«Попрыгу́нья» — советский художественный фильм, поставленный в 1955 году режиссёром Самсоном Самсоновым по одноимённому рассказу Антона Павловича Чехова. Фильм «Попрыгунья» был дебютным фильмом для Самсона Самсонова.
Главная героиня постоянно находится в поисках «выдающейся личности», не замечая того, что на самом деле такой личностью является оставленный ею муж, и понимая это только после его смерти.

## В ролях
- Сергей Бондарчук — доктор Осип Степанович Дымов
- Людмила Целиковская — Ольга Ивановна Дымова
- Владимир Дружников — Рябовский
- Евгений Тетерин — доктор Фёдор Лукич Коростелёв
- Александр Алексин — друг Ольги Ивановны
- Анатолий Бобровский — друг Ольги Ивановны
- Сергей Комаров — друг Ольги Ивановны
- Георгий Георгиу — Уздечкин, виолончелист
- Михаил Глузский — Буркин, писатель
- Алексей Кельберер — Подгорин, художник
- Глеб Романов — Алексис, певец
- Аркадий Цинман — друг Ольги Ивановны
- Николай Кутузов — пациент-художник
- Антонина Максимова — Звонковская
- Елена Максимова — крестьянка из Глухова
- Мария Яроцкая — Пелагея Гавриловна, дачница
- Юрий Леонидов — скульптор Жмухин, друг Ольги Ивановны
- Тамара Яренко (Мирошниченко) — Даша, служанка
- Ян Янакиев — Кобылянский, друг Ольги Ивановны

## Награды и номинации
- Номинация на «Золотого льва» и приз «Серебряный лев святого Марка» первой степени Венецианского кинофестиваля 1955 года[1][2]
- «Кубок Пазинетти» — премия кинокритиков за лучший иностранный фильм Венецианского кинофестиваля 1955 года[2]
- Номинация на премию BAFTA в категории «Лучший фильм» 1957 года[3]
- Премия Юсси (Финляндия) в категории «Лучшая женская роль» Людмиле Целиковской[4]